# Елизабет фон Хенеберг
Елизабет фон Хенеберг (на немски: Elisabeth von Henneberg; * 1188; † сл. 1210) от Дом Хенеберг, е графиня от Графство Хенеберг и чрез женитба графиня на Байхлинген.

## Произход
Тя е дъщеря на граф Попо VI/XII фон Хенеберг († 1190) и съпругата му принцеса София Баварска фон Андекс–Истрия († 1218), дъщеря на Бертолд II († 1188), граф на Андекс, маркграф на Истрия и Крайна, и първата му съпруга Хедвиг фон Вителсбах († 1174), дъщеря на пфалцграф Ото V фон Вителсбах.

## Фамилия
Елизабет фон Хенеберг се омъжва за граф Фридрих II (III) фон Байхлинген († 1218), син на граф Фридрих II фон Байхлинген († 1189) и съпругата му фон Баленщет, дъщеря на граф Адалберт III фон Баленщет († 1173) и Аделхайд фон Ветин († 1181), и внучка на Албрехт I фон Бранденбург „Мечката“. Те имат децата:
- Мехтхилд/Матилда фон Байхлинген († сл. 1259), омъжена пр. 10 декември 1254 г. за граф Гюнтер IV фон Шварцбург-Кефернбург († 1268/1269), син на граф Гюнтер III фон Шварцбург-Кефернбург († 1223) и Дибург фон Анхалт († 1228)
- Фридрих IV фон Байхлинген (III) († 30 ноември 1275), граф на Байхлинген и Лора, женен I. за неизвестна, II. на 24 април 1246 г. за Хердвиг/Хедевигис фон Хонщайн († 28 септември 1294), дъщеря на граф Дитрих I фон Хонщайн († 1249) и Хедвиг фон Брена († сл. 1264)
- Хайнрих I фон Байхлинген? († сл. 1252)